# 휴스턴 버펄로스
휴스턴 버펄로스(Houston Buffaloes, Houston Buffalos, Buffs)는 과거에 존재했던 마이너 리그 베이스볼 팀이다. 메이저 리그 베이스볼 구단의 산하에 있던 최초의 마이너 리그 팀으로, 세인트루이스 카디널스 산하에 있었다. 1888년에 창단되었으며, 텍사스 리그에 가장 오래 속해 있었다.